# Paraxarnuta anephelobasis
Paraxarnuta anephelobasis är en tvåvingeart som beskrevs av Hardy 1973. Paraxarnuta anephelobasis ingår i släktet Paraxarnuta och familjen borrflugor.
Artens utbredningsområde är Thailand. Inga underarter finns listade i Catalogue of Life.